# ماري روبنسون

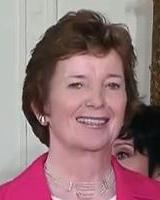
ماري روبنسون

ماري روبنسون (بالأيرلندية: Máire Mhic Róibín) سياسية وحقوقية إيرلندية (ولدت في 21 مايو 1944). هي سياسية أيرلندية مستقلة شغلت منصب الرئيس السابع لأيرلندا من ديسمبر 1990 حتى سبتمبر 1997، لتكون بذلك أول امرأة تشغل هذا المنصب. شغلت أيضًا منصب مفوض الأمم المتحدة السامي لحقوق الإنسان بين عامي 1997 و2002، وعملت سبع فترات عضوًا في مجلس الشيوخ عن جامعة دبلن من عام 1969 إلى 1989، وكانت مستشارة محلية في شركة دبلن بين عامي 1979 و1983. برزت لأول مرة بصفتها أكاديمية ومحامية بالقضاء العالي وناشطة. هزمت بريان لينيهان من حزب فيانا فايل وأوستن كوري من حزب فاين غايل في الانتخابات الرئاسية عام 1990، لتصبح أول مرشح مستقل يرشحه حزب العمال وحزب العاملين وأعضاء مجلس الشيوخ المستقلين. كانت أول رئيس يُنتخب دون دعم من حزب فيانا فايل في تاريخ الرئاسة.
تُعتبر ماري نموذجًا للتحول على نطاق واسع في أيرلندا والرئاسة الأيرلندية، إذ أعادت الحياة إلى منصب سياسي كان محافظًا وغير بارز سابقًا وحررته. استقالت من الرئاسة قبل شهرين من انتهاء فترة ولايتها لتتولى منصبها في الأمم المتحدة. خلال فترة عملها في الأمم المتحدة، زارت التبت (1998)، وهي أول مفوض سام يقوم بذلك؛ وانتقدت سياسة الهجرة في أيرلندا، وانتقدت أيضًا استخدام عقوبة الإعدام في الولايات المتحدة. مددت فترة ولايتها الفردية البالغة أربع سنوات بصفتها مفوضة سامية لعام إضافي لترأس المؤتمر العالمي لمكافحة العنصرية لعام 2001 في ديربان في جنوب أفريقيا؛ وأثار المؤتمر للجدل بسبب مسودة وثيقة ساوت الصهيونية بالعنصرية. استقالت روبنسون من منصبها تحت ضغط مستمر من الولايات المتحدة في سبتمبر 2002.
بعد مغادرة روبنسون الأمم المتحدة في عام 2002، شكلت إعمال الحقوق، وهي مبادرة عولمة أخلاقية وصلت إلى النهاية المخططة لها في أواخر عام 2010. تمثلت أنشطتها الأساسية في 1) تعزيز التجارة العادلة والعمل اللائق، 2) دعم الحق في الصحة والدعوة لسياسات هجرة أكثر إنسانية، و3) العمل على تعزيز قيادة المرأة وتشجيع المسؤولية الاجتماعية للشركات. دعمت المنظمة أيضًا بناء القدرات والحكم الرشيد في البلدان النامية. عادت للحياة في أيرلندا في نهاية عام 2010، وأنشأت مؤسسة ماري روبنسون للعدالة المناخية، التي تهدف إلى أن تكون «مركزًا لقيادة الفكر والتعليم والدعوة بشأن النضال من أجل ضمان العدالة العالمية لضحايا تغير المناخ الذين قلما يُذكرون والفقراء والضعفاء والمهمشين في جميع أنحاء العالم».
كانت روبنسون الرئيسة المؤسسة لمعهد حقوق الإنسان والأعمال بين عامي 2009 و2012، وهو مؤسسة فكرية لحقوق الإنسان تركز على الآثار السلبية للشركات على الأفراد، وما تزال تعمل مديرة فيه. عملت مستشارة لجامعة دبلن من عام 1998 حتى عام 2019. زارت كليات وجامعات أخرى وألقت محاضرات حول حقوق الإنسان. تعد عضوًا في مجلس إدارة مؤسسة محمد إبراهيم، وهي منظمة تدعم الحكم الرشيد والقيادة العظيمة في إفريقيا، وتعمل عضوًا في لجنة جائزة إبراهيم التابعة للمؤسسة. تشغل أيضًا منصب قائد الفريق بي جنبًا إلى جنب مع ريتشارد برانسون ويوشين زيتر ومجموعة من قادة الأعمال والمجتمع المدني الذين يشكلون جزءًا من الفريق بي. تعمل أيضًا أستاذة استثنائية في مركز حقوق الإنسان ومركز الجنسانية والإيدز والجندر في جامعة بريتوريا. شغلت روبنسون منصب الرئيس الفخري لمنظمة أوكسفام من عام 2002 حتى استقالتها في عام 2012، وهي الرئيس الفخري للمركز الأوروبي المشترك بين الجامعات لحقوق الإنسان والديمقراطية (إي آي يو سي) منذ عام 2005. عملت أيضًا رئيسة سابقة للمعهد الدولي للبيئة والتنمية (أي آي إي دي) وتعد عضوًا مؤسسًا ورئيسة لمجلس قادة العالم النسائي. كانت واحدة من الأعضاء الأوروبيين في المفوضية الثلاثية.
في عام 2004، حصلت على جائزة سفيرة الضمير المرموقة التابعة لمنظمة العفو الدولية عن عملها في دعم حقوق الإنسان.

## حياتها المبكرة وخلفيتها (1944-1969)
ولدت في بالينا ضمن مقاطعة مايو عام 1944، وعمل والداها طبيبين. كان والدها الدكتور أوبري بورك من بالينا، في حين كانت والدتها الدكتورة تيسا بورك (أودونيل قبل الزواج) من كارندوناغ في إينيشوين ضمن مقاطعة دونيجال. نشأت ماري مع إخوتها في فيكتوريا هاوس (فيكتوريا تيراس رقم 1 و2)، وهو منزل والديها في وسط بالينا. كانت لعائلتها صلات مع العديد من الأطراف السياسية المختلفة في أيرلندا. كان أحد أجدادها ناشطًا بارزًا في رابطة الأراضي الوطنية الأيرلندية في مايو وجماعة الإخوان الجمهوريين الأيرلندية (آي آر بي)، حصل عمها، السير باجيت جون بورك، على وسام فارس من قبل الملكة إليزابيث الثانية بعد أن عمل قاضيًا في الجيش الاستعماري، وكانت إحدى قريباتها راهبة كاثوليكية. كانت بعض فروع العائلة أعضاء في الكنيسة الأنجليكانية في أيرلندا في حين كان البعض الآخر من الكاثوليك. كان من بين الأقارب البعيدين ويليام لياث دي بيرغ، وتيبوت ماكوالتر كيتاغ بورك، وتشارلز بورك.
التحقت ماري بمدرسة ماونت أنفيل الثانوية في دبلن ودرست القانون في كلية الثالوث في دبلن (حيث انتخبت باحثة في عام 1965). كانت الكنيسة الكاثوليكية تحظر على الكاثوليك الالتحاق بكلية الثالوث في وقت تقديم طلب بورك، لذلك لجأ والداها إلى طلب إذن من رئيس الأساقفة ماكويد للسماح لها بالحضور، وكان ذلك الطلب الأول من نوعه. كانت واحدة من ثلاث نساء في فصلها في الثالوث، وتخرجت عام 1967 بدرجة امتياز مع مرتبة الشرف. انتقدت بعض تعاليم الكنيسة الكاثوليكية علانيةً خلال خطابها الافتتاحي بصفتها مدققة لحسابات جمعية القانون في جامعة دبلن في عام 1967، ودعت إلى إزالة حظر الطلاق من الدستور الأيرلندي، وإلغاء الحظر المفروض على استخدام موانع الحمل، وإلغاء تجريم المثلية الجنسية والانتحار. واصلت دراستها في كلية كينغز إينس ومُنحت إجازة المحاماة الأيرلندية في عام 1967. حصلت على منحة في كلية الحقوق بجامعة هارفارد، وحصلت على ماجستير في القانون عام 1968. في عام 1969، عُينت بورك أستاذة للقانون في الكلية.

## روابط خارجية
- ماري روبنسون على موقع الموسوعة البريطانية (الإنجليزية)
- ماري روبنسون على موقع مونزينجر (الألمانية)
- ماري روبنسون على موقع إن إن دي بي (الإنجليزية)
- ماري روبنسون على موقع ديسكوغز (الإنجليزية)